# Alive 1997
Alive 1997 – album zespołu Daft Punk wydany 6 listopada 2001. Zawiera 45 minutowy fragment koncertu zarejestrowanego w Que Club w Birmingham w dniu 8 listopada 1997.